# Idiops rastratus
Idiops rastratus (лат.) — вид мигаломорфных пауков рода Idiops из семейства Idiopidae.

## Распространение
Южная Америка (Бразилия).

## Описание
Пауки среднего размера, длина около 1 см. Карапакс и ноги красновато-коричневые, с желтоватыми тазиками, коричневатым стернумом, брюшко сверху темно-серое, а снизу коричневатое. Самец Idiops rastratus похож на самца Idiops fuscus по форме луковицы пальп, но отличается менее выраженной кривизной эмболуса и отсутствием выступа у основания ретролатерального вдавления голени пальп. Самка отличается от таковой других видов (кроме Idiops opifex и Idiops duocordibus) крупными бугорками на всей вентральной стороне максилл. Отличается от I. opifex видом сперматек, с более коротким протоком и немного большим рецептаклом по сравнению с диаметром протока (рис. 29L). Отличается от I. duocordibus по немодифицированной и закругленной форме рецептакла. Тазики ног без шипов. Хелицеры с продольным рядом крупных зубцов и ретролатеральным рядом меньших зубцов, ретролатеральные зубцы занимают базальную треть хелицер. Ноги с тремя коготками на лапках. Брюшко овальной формы. Передние боковые глаза (ALE) расположены рядом с кромкой клипеального края.